# Austromenopon popellus
Austromenopon popellus är en insektsart som först beskrevs av Piaget 1890.  Austromenopon popellus ingår i släktet Austromenopon och familjen spolätare. Inga underarter finns listade i Catalogue of Life.